# Santa Maria Mãe do Redentor em Tor Bella Monaca (título cardinalício)
Santa Maria Mãe do Redentor em Tor Bella Monaca (em latim, Sanctæ Mariæ Matris Redemptoris ad Turrim Bellamonicam) é um título cardinalício instituído em 28 de junho de 1988 pelo Papa João Paulo II.

## Titulares protetores
- James Aloysius Hickey (1988-2004)
- Joseph Zen Ze-kiun, S.D.B. (2006-)